# Vintergatans fritidsområde
Vintergatans fritidsområde är en småort i Idenors socken i Hudiksvalls kommun, Gävleborgs län.